# Marianna Biernacka
Marianna Biernacka, née Czokało en 1888 et morte le 13 juillet 1943, est une citoyenne polonaise assassinée par les Nazis au cours de la Seconde Guerre mondiale. Elle fait partie des 108 martyrs polonais tués durant cette guerre.

## Biographie
Marianna Czokało est née en 1888. Elle épouse un agriculteur avec lequel elle a six enfants, mais seulement deux d'entre eux survivent à la petite enfance. En 1943, pendant la Seconde Guerre mondiale, son fils Stanislaw et sa femme Anna sont arrêtés par des soldats allemands de la Wehrmacht. En guise de représailles pour la mort d'autres soldats allemands qui avaient été tués dans un village voisin, ils sont désignés pour être fusillés. Marianna Biernacka propose de prendre la place de sa belle-fille enceinte (le couple a déjà une fille de deux ans, Genia), ce que les soldats acceptent. Après deux semaines d'emprisonnement, elle est abattue le 13 juillet 1943 à Naumovichi, près de la ville de Grodno, en Biélorussie,.

## Béatification
Le 13 juin 1999, elle est béatifiée par le pape Jean-Paul II à Varsovie, en Pologne, et est reconnue comme martyre, avec les 107 autres victimes polonaises tuées pendant la guerre.